# Agdam
Agdam (en azerí: Ağdam), conocida como Akna (en armenio: Ակնա) mientras estuvo bajo control armenio, es una localidad considerada ciudad fantasma de Azerbaiyán, capital del raión homónimo. La ciudad fue ocupada militarmente por Azerbaiyán el 20 de noviembre de 2020 tras el acuerdo de alto el fuego con que supuso el fin de la segunda guerra del Alto Karabaj. 
Antes de la primera guerra del Alto Karabaj, Agdam tenía 28.031 habitantes según el censo de 1989. Cuando las fuerzas azerbaiyanas se retiraron de Karabaj tras la agitación política en el país durante la guerra, las fuerzas armenias capturaron Agdam en julio de 1993. Los intensos combates obligaron a la población de la ciudad a huir hacia el este y tras la incautación, las fuerzas armenias saquearon la ciudad.
Según el orden "Sobre el establecimiento de días de las ciudades en los territorios de la República de Azerbaiyán liberados de la ocupación" firmado en julio de 2023 por el presidente de Azerbaiyán Ilham Alíyev cada año el 20 de noviembre se celebrará solemnemente como día de la ciudad de Agdam.

## Toponimia
El nombre de la ciudad significa "casa blanca" en azerbaiyano (de ağ, que significa "blanco", y dam, que quiere decir "casa"). Panah Ali Kan del kanato de Karabaj le dio este nombre en referencia al cementerio de Imarat. Otra posibilidad presentada por los autores azerbaiyanos es que se derivó del antiguo glosario turco que significa "pequeña fortaleza".

## Geografía
Se encuentra a una altitud de 369 metros sobre el nivel del mar. 

### Clima
Agdam tiene un clima semiárido frío (BSk) según la clasificación climática de Köppen.
| Parámetros climáticos promedio de Agdam | Parámetros climáticos promedio de Agdam | Parámetros climáticos promedio de Agdam | Parámetros climáticos promedio de Agdam | Parámetros climáticos promedio de Agdam | Parámetros climáticos promedio de Agdam | Parámetros climáticos promedio de Agdam | Parámetros climáticos promedio de Agdam | Parámetros climáticos promedio de Agdam | Parámetros climáticos promedio de Agdam | Parámetros climáticos promedio de Agdam | Parámetros climáticos promedio de Agdam | Parámetros climáticos promedio de Agdam | Parámetros climáticos promedio de Agdam |
| Mes                                     | Ene.                                    | Feb.                                    | Mar.                                    | Abr.                                    | May.                                    | Jun.                                    | Jul.                                    | Ago.                                    | Sep.                                    | Oct.                                    | Nov.                                    | Dic.                                    | Anual                                   |
| --------------------------------------- | --------------------------------------- | --------------------------------------- | --------------------------------------- | --------------------------------------- | --------------------------------------- | --------------------------------------- | --------------------------------------- | --------------------------------------- | --------------------------------------- | --------------------------------------- | --------------------------------------- | --------------------------------------- | --------------------------------------- |
| Temp. máx. media (°C)                   | 6.2                                     | 7.0                                     | 11.2                                    | 18.6                                    | 23.1                                    | 27.8                                    | 31.3                                    | 30.1                                    | 25.9                                    | 19.1                                    | 13.0                                    | 8.6                                     | 18.5                                    |
| Temp. media (°C)                        | 2.3                                     | 2.8                                     | 6.1                                     | 12.3                                    | 16.1                                    | 20.4                                    | 24.6                                    | 23.3                                    | 18.6                                    | 13.5                                    | 8.2                                     | 4.1                                     | 12.7                                    |
| Temp. mín. media (°C)                   | -0.9                                    | 0.0                                     | 3.2                                     | 8.9                                     | 13.5                                    | 17.8                                    | 21.2                                    | 20.0                                    | 16.4                                    | 10.6                                    | 5.8                                     | 1.5                                     | 9.8                                     |
| Precipitación total (mm)                | 15                                      | 24                                      | 32                                      | 48                                      | 73                                      | 64                                      | 33                                      | 27                                      | 30                                      | 50                                      | 32                                      | 19                                      | 447                                     |
| Días de precipitaciones (≥ 1 mm)        | 4                                       | 6                                       | 7                                       | 7                                       | 10                                      | 7                                       | 3                                       | 3                                       | 4                                       | 6                                       | 5                                       | 4                                       | 66                                      |
| Fuente: NOAA                            |                                         |                                         |                                         |                                         |                                         |                                         |                                         |                                         |                                         |                                         |                                         |                                         |                                         |

## Historia

### Historia antigua
La ciudad se encuentra en las cercanías de Tigranakert, una antigua ciudad armenia que data de los siglos II-I a. C.
Agdam fue fundada a mediados del siglo XVIII, y fue la ubicación del palacio de verano de Panah Ali Kan Javanshir y el cementerio de la familia Javanshir. En 1828, recibió el estatus de ciudad del uyezd de Shusha en la gobernación de Elizavétpol. Durante el período soviético, Aghdam tenía múltiples industrias, como fábricas de mantequilla, vino, brandy y seda, así como fábricas de ferretería y herramientas. Allí funcionaron un aeropuerto y dos estaciones de ferrocarril. Agdam tenía escuelas técnicas, agrícolas, médicas y musicales.

### Primera guerra del Alto Karabaj y ocupación armenia
Agdam fue escenario de brutales combates en la primera guerra del Alto Karabaj. Según el periodista Robert Parsons, las fuerzas azerbaiyanas utilizaron Agdam como base para ataques contra Karabaj, lanzando cohetes BM-21 Grad y bombardeos desde allí contra civiles, mientras que las fuerzas armenias bombardearon indiscriminadamente Aghdam.
Según Human Rights Watch, las fuerzas armenias explotaron el vacío de poder en Azerbaiyán en ese momento y se apoderaron de Agdam en julio de 1993. Cuando la ciudad cayó, toda su población huyó hacia el este. HRW informó que "durante su ofensiva contra Agdam, las fuerzas armenias de Karabaj cometieron tomas de rehenes, disparos indiscriminados y el desplazamiento forzoso de civiles" y que "después de que la ciudad fuera tomada, fue saqueada e incendiada intencionalmente bajo las órdenes de las autoridades armenias de Karabaj". HRW consideró estas acciones como crímenes de guerra, considerándolas una venganza por la destrucción azerí de Mardakert. La ciudad a veces se ha referido como la Hiroshima del Cáucaso.
La ciudad en ruinas alguna vez tuvo una población de casi 30,000 personas, pero hoy es un pueblo fantasma casi completamente deshabitado. Una misión de investigación de la OSCE que visitó la ciudad en 2005 informó que toda la ciudad de Agdam estaba "completamente en ruinas con la excepción de la mezquita en el centro". La misión observó actividad de recolección de materiales de construcción en la ciudad. Según el ex copresidente estadounidense del Grupo de Minsk de la OSCE, Carey Cavanaugh, la ciudad no fue destruida en los combates, sino al ser desmantelada "ladrillo por ladrillo".
En noviembre de 2010, el gobierno de Artsaj anunció que se había limpiado la mezquita y sus alrededores. También anunciaron que se habían renovado la mezquita de Agdam, así como las mezquitas de Shusha. Sin embargo, el periodista de RFE/RL, que visitó Agdam en 2011, publicó fotos de la mezquita sin techo y lo que describió como "el interior descuidado y dañado de la otrora gloriosa mezquita de Aghdam".
Los armenios usaron la ciudad como zona colchón hasta noviembre de 2020, como resultado, Agdam estaba vacía, en descomposición y, por lo general, fuera del alcance de los turistas.

### Segunda guerra del Alto Karabaj y reconstrucción

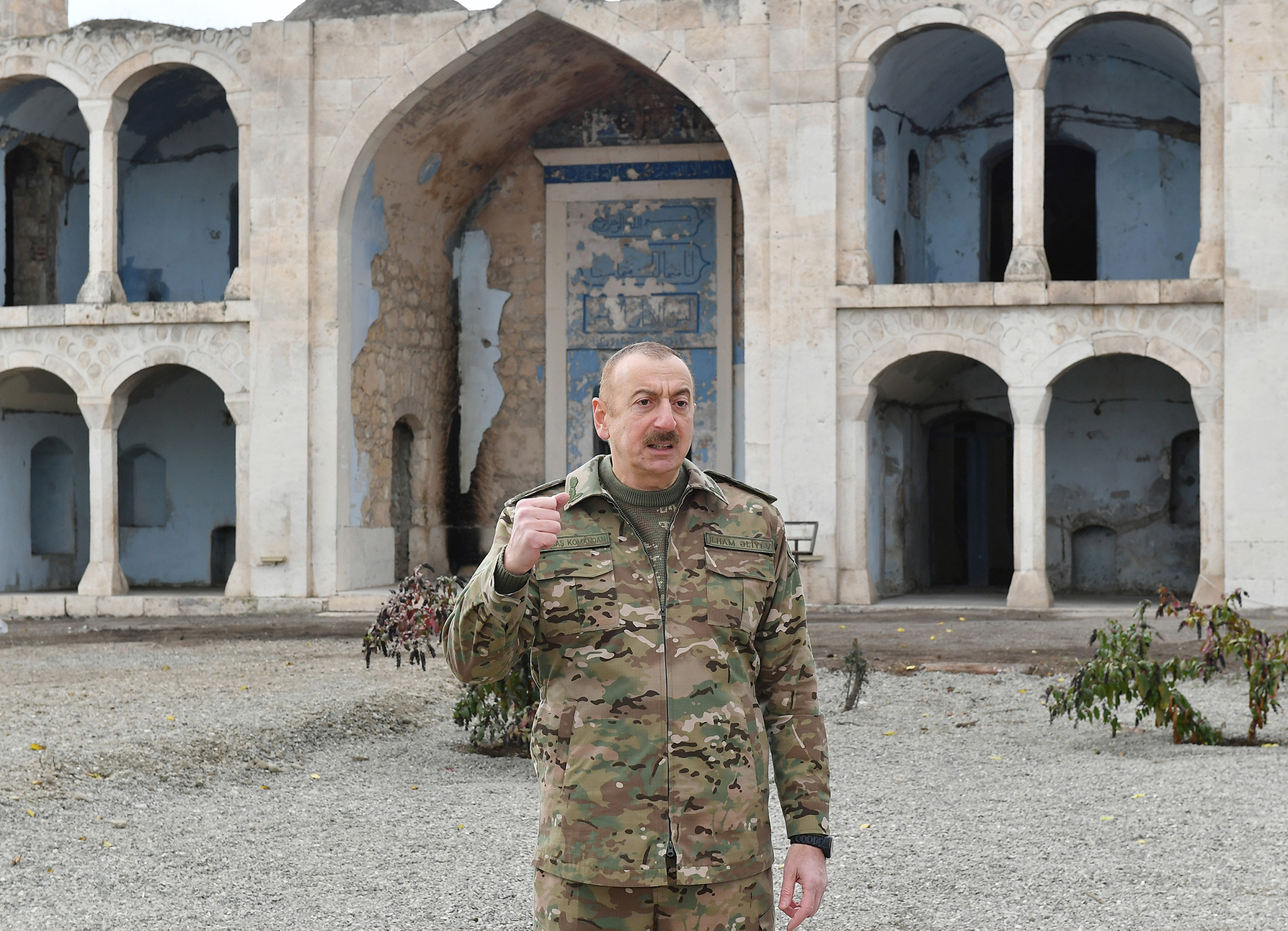
İlham Əliyev en una de sus visitas a Agdam

Como parte del acuerdo que puso fin a la guerra del Alto Karabaj de 2020, la ciudad y sus alrededores volvieron al control de Azerbaiyán el 20 de noviembre de 2020. El 24 de noviembre de 2020, el presidente Əliyev y la vicepresidenta Əliyeva visitaron la ciudad en ruinas y pronunciaron un discurso. Poco después del regreso al control de Azerbaiyán, comenzó la limpieza de la ciudad. El gobierno predijo que la gente tardaría de 2 a 5 años en poder volver a vivir en la ciudad y que las últimas minas terrestres se eliminarían en 15 años.
El 22 de mayo de 2021, los medios de comunicación de Azerbaiyán anunciaron los planes del gobierno para reconstruir el centro de la ciudad de Agdam. Además, se inició la construcción de una carretera entre Bardá y Agdam. El 28 de mayo, el presidente Əliyev visitó la ciudad y anunció que había comenzado su reconstrucción. Puso las primeras piedras de la escuela No1 de la ciudad, el "Museo de la Victoria" y el "Museo de la Ocupación al Aire Libre", el "Parque Industrial", el primer edificio residencial y visitó el palacio de Panah Ali Jan, el cementerio de Imarat y otros proyectos de reconstrucción.
Según el plan anunciado de la ciudad, ocho pueblos cercanos se fusionarán con Agdam, con una población proyectada de alrededor de 100.000 habitantes. Las áreas residenciales consistirán en edificios de varios pisos y casas particulares. La ciudad estará rodeada de jardines y se reconstruirá como una "ciudad inteligente", para convertirse en una zona de energía verde. Dentro de la ciudad, también se planea un gran cinturón verde que cubre un área de 125 hectáreas, un lago artificial, canales y puentes, autopistas, senderos para peatones y bicicletas, y transporte público eléctrico.

## Demografía
Según una estimación, en el año de 2010 contaría con 43.311 habitantes, aunque, como consecuencia de la guerra en Alto Karabaj y la consecuente invasión de fuerzas de Armenia, la población está considerada actualmente como ciudad fantasma.
|              | 1939      | 1939       | 1979      | 1979       | 2005      | 2005       |
| Grupo étnico | Población | Porcentaje | Población | Porcentaje | Población | Porcentaje |
| ------------ | --------- | ---------- | --------- | ---------- | --------- | ---------- |
| Azeríes      | 8953      | 83,3%      | 22.780    | 97%        | -         | -          |
| Rusos        | 931       | 8,7%       | 298       | 1,3%       | -         | -          |
| Ucranianos   | 48        | 0,4%       | 298       | 1,3%       | -         | -          |
| Armenios     | 567       | 5,3%       | 279       | 1,2%       | -         | -          |
| Lezguinos    | 16        | 0,1%       | 46        | 0,2%       | -         | -          |
| Tártaros     | 39        | 0,4%       | 24        | 0,1%       | -         | -          |
| Georgianos   | 18        | 0,2%       | 10        | 0,1%       | -         | -          |
| Avares       | -         | -          | 4         | 0,1%       | -         | -          |
| Judíos       | 7         | 0,1%       | 3         | 0,1%       | -         | -          |
| Udíes        | -         | -          | 3         | 0,1%       | -         | -          |
| Tsajures     | -         | -          | 1         | 0,1%       | -         | -          |
| Alemanes     | 7         | 0,1%       | -         | -          | -         | -          |
| Talisíes     | 3         | 0,1%       | -         | -          | -         | -          |
| Otros        | -         | -          | -         | -          | -         | -          |
| Total        | 10.746    | 100%       | 23.483    | 100%       | 0         | 100%       |

## Economía
Antes de la primera guerra del Alto Karabaj, funcionaban en la ciudad fábricas de mantequilla, vino y brandy, fábricas de maquinaria y una estación de tren.

## Infraestructura

### Arquitectura y monumentos

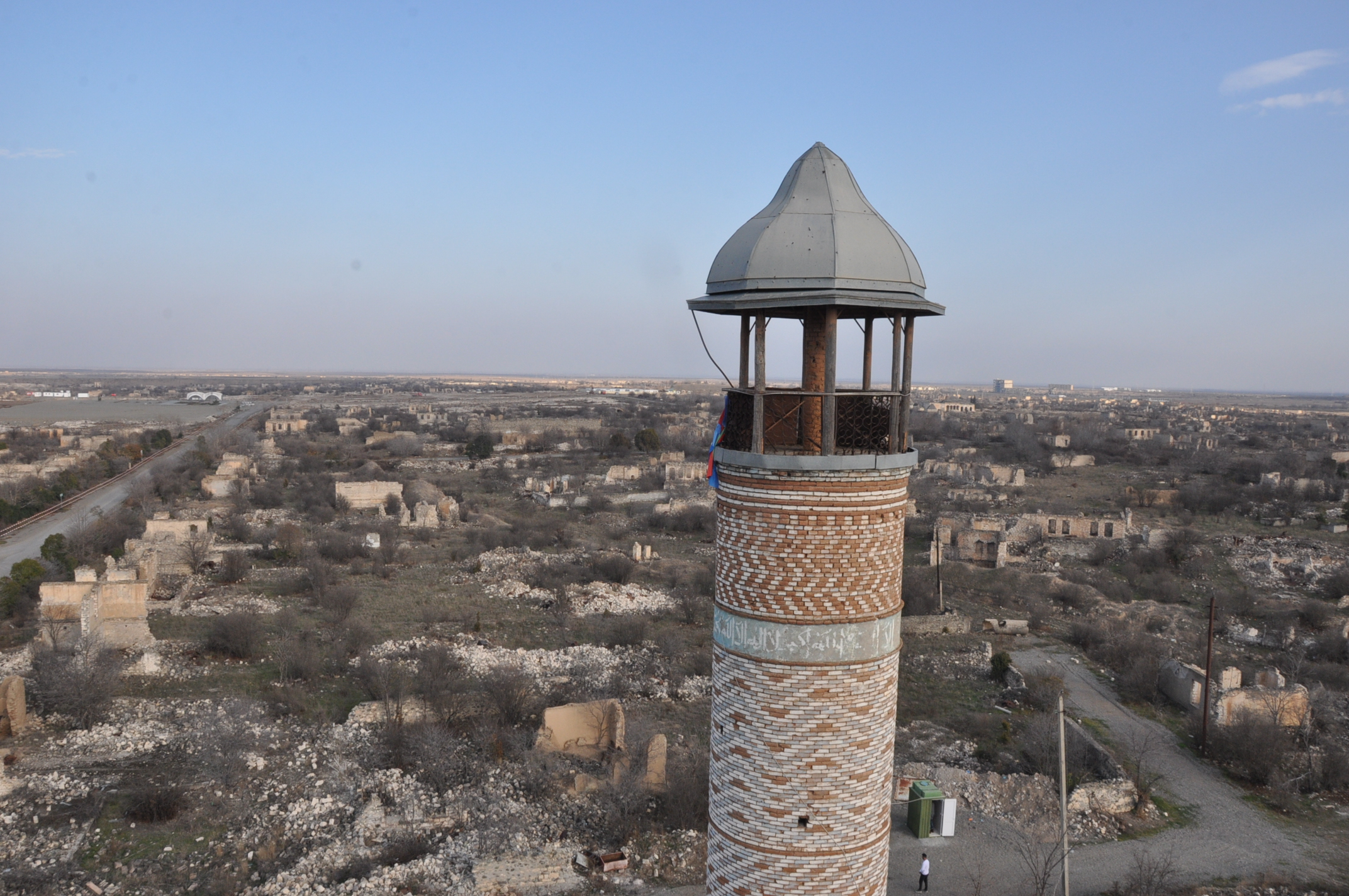
Vista de Agdam desde los minaretes de la mezquita

En las siguientes dos décadas la ciudad fue dañada más aún, ya que, al estar desierta, el material con el que estaban construidos sus edificios fue objeto de saqueo. En la actualidad, la mezquita de Agdam se encuentra en muy malas condiciones ya que aunque es el único edificio que queda en pie en Agdam, ha sido destrozada con grafitis y utilizada como establo.
La ciudad tenía museos como el museo del pan de Agdam, el segundo del mundo en su tipo y el primero de la URSS. Los cementerios de Aghdam, incluidas las tumbas históricas de Imarat Garvand del siglo XVIII, fueron destruidos, profanados y saqueados. Los diplomáticos occidentales informaron que se desenterraron tumbas y que solo quedaba una lápida dañada en el cementerio de Imarat.

### Educación
Antes de la destrucción y posterior abandono de la ciudad, contenía 74 escuelas, ninguna de las cuales funciona ahora. En el siglo XX, el establecimiento de la planta ecuestre de Agdam desempeñó un papel importante en la mejora de la composición racial del caballo de Karabaj.

### Transporte
Antes de la guerra, la ciudad tenía líneas de autobús y tranvía y un aeropuerto que ya no funciona. En noviembre de 2020, Ferrocarriles de Azerbaiyán anunció que estaba discutiendo planes para construir una línea ferroviaria de 104 km desde Yevlaj a Jankendi (Stepanakert) a través de Agdam.

## Cultura

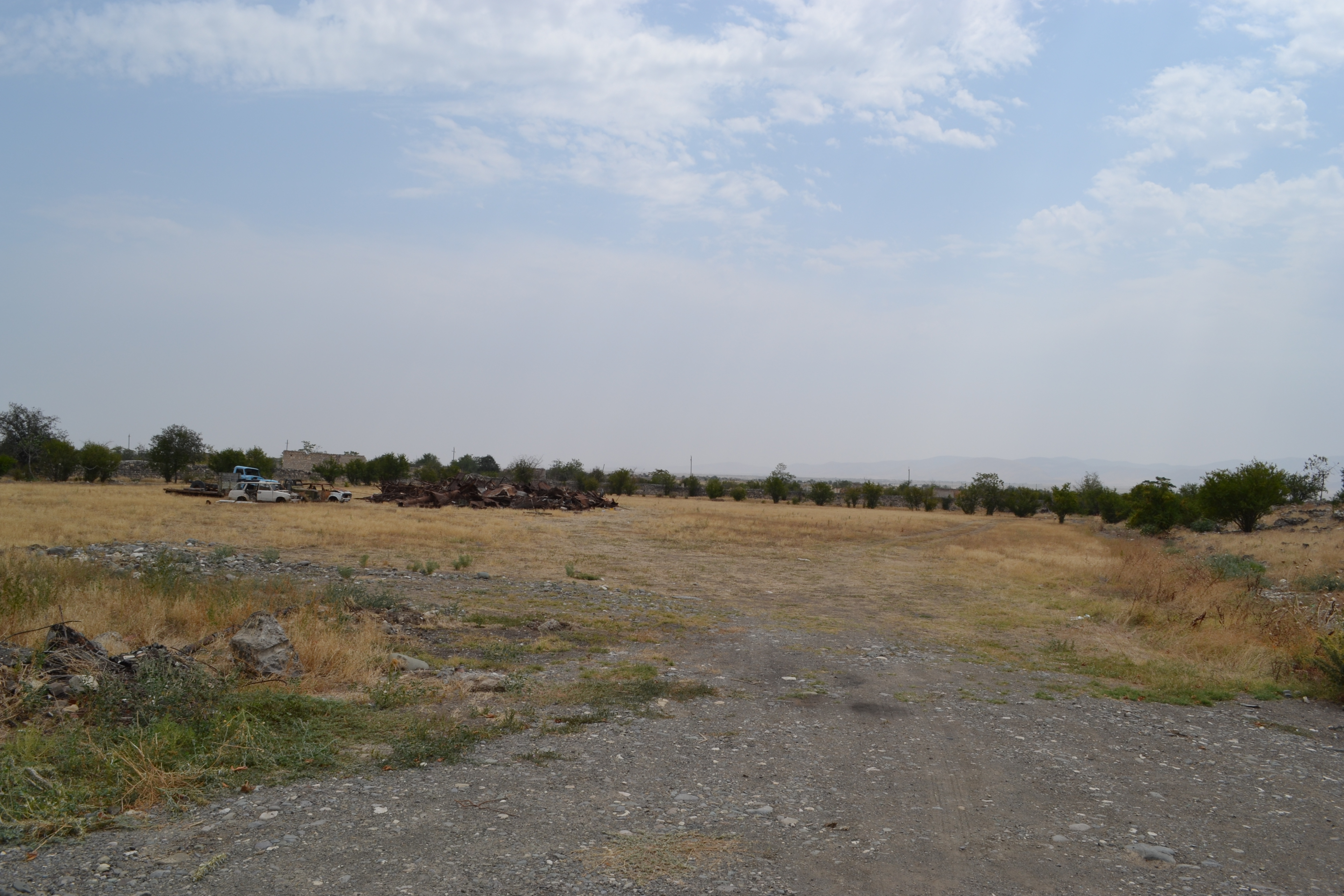
Estadio Imarat en 2021

### Música y medios de comunicación
La música mugam, una tradición musical de la región de Karabaj, es una parte importante del patrimonio musical de Agdam; en la ciudad se desarrolló la escuela mugam de Agdam y su conjunto de "ruiseñores de Karabaj".
En 1937 se organizó en la ciudad el teatro dramático estatal de Agdam, que fue el centro cultural de la región.

### Deporte
Un equipo de fútbol solía tener su sede en la ciudad, el Qarabağ FK. Compite en la Liga Premier de Azerbaiyán pero ahora tiene su sede en Bakú. El estadio Imarat fue destruido por los bombardeos de las fuerzas militares armenias en la primera guerra del Alto Karabaj.

## Galería

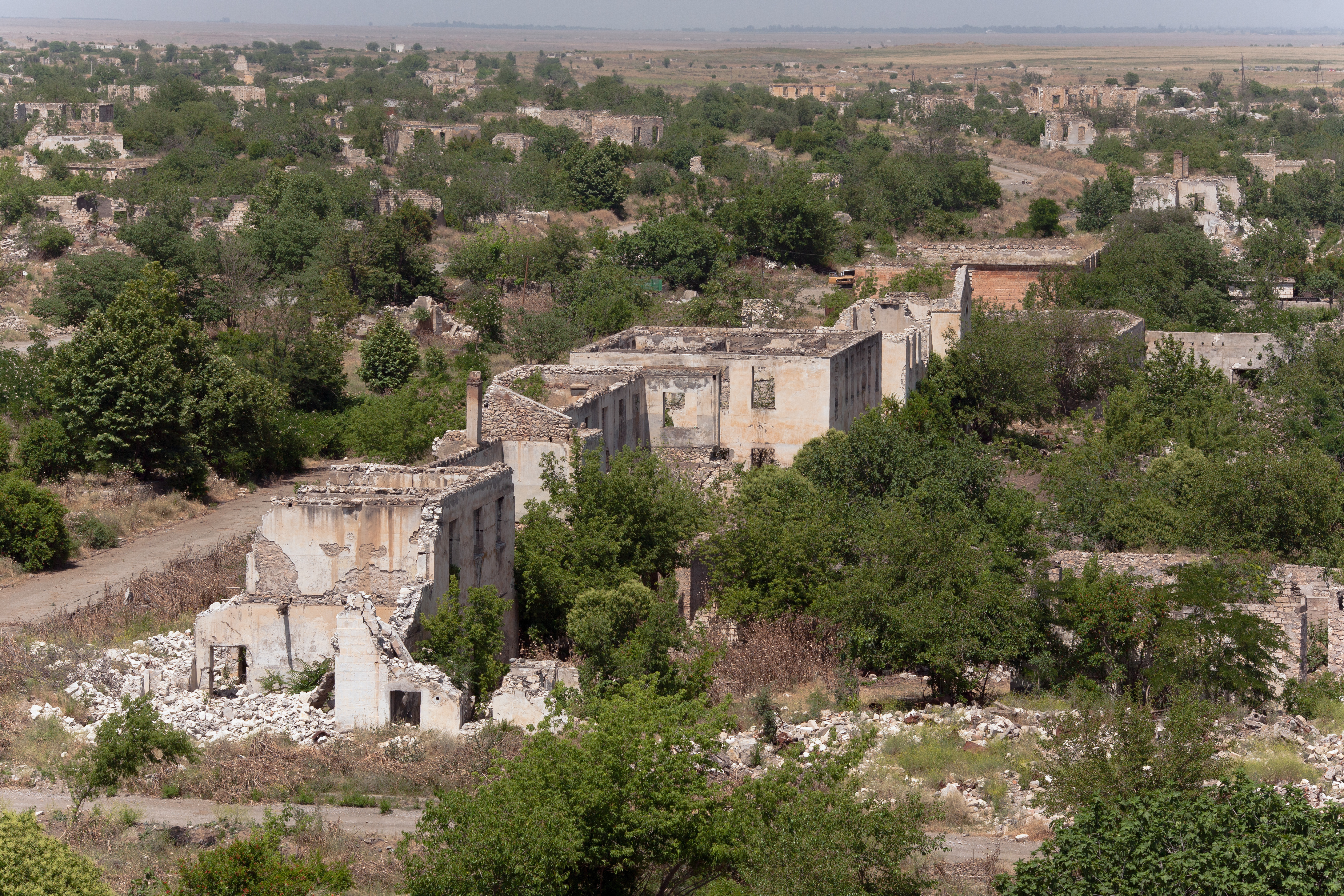
Ruinas de Agdam
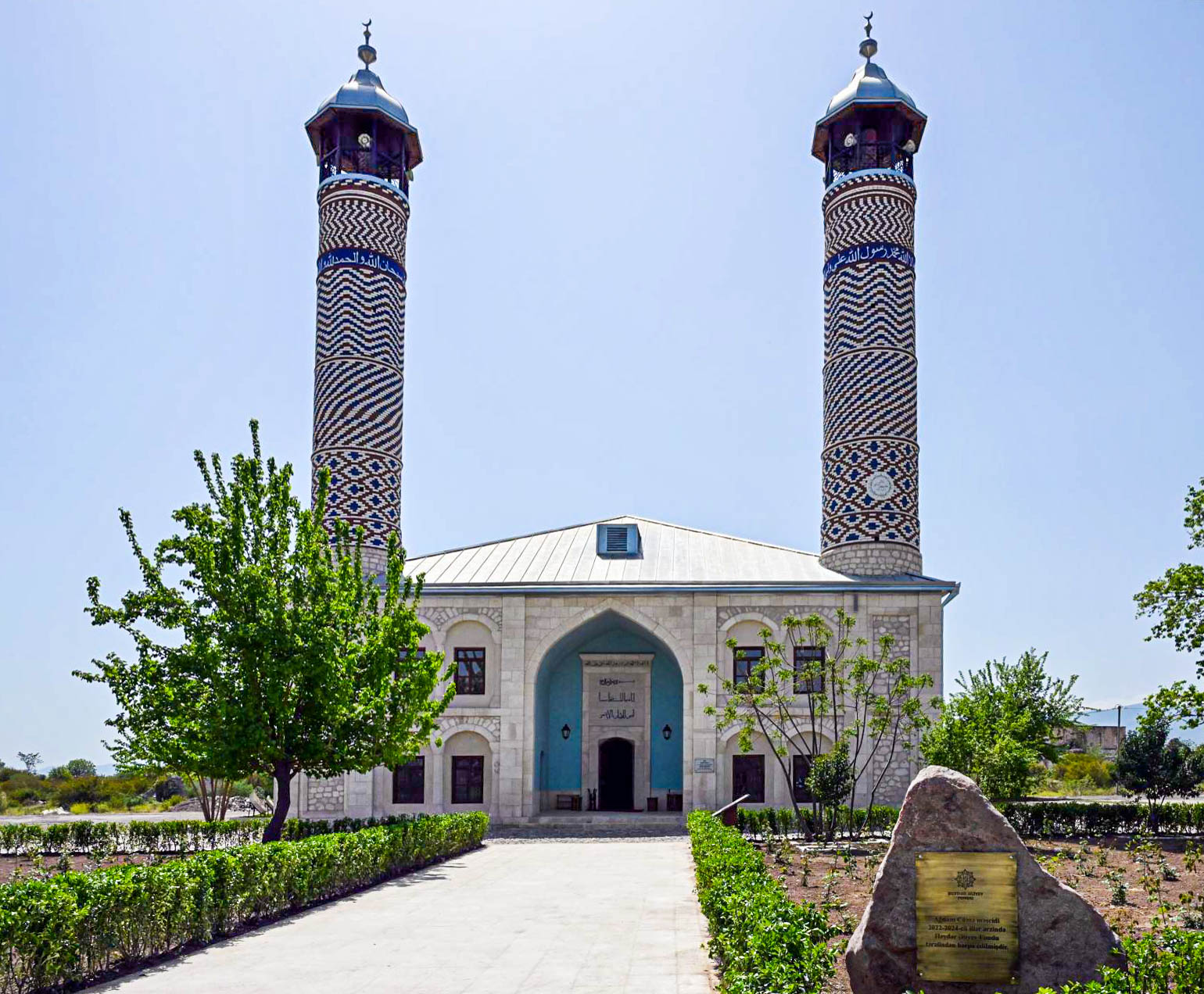
Mezquita de Agdam
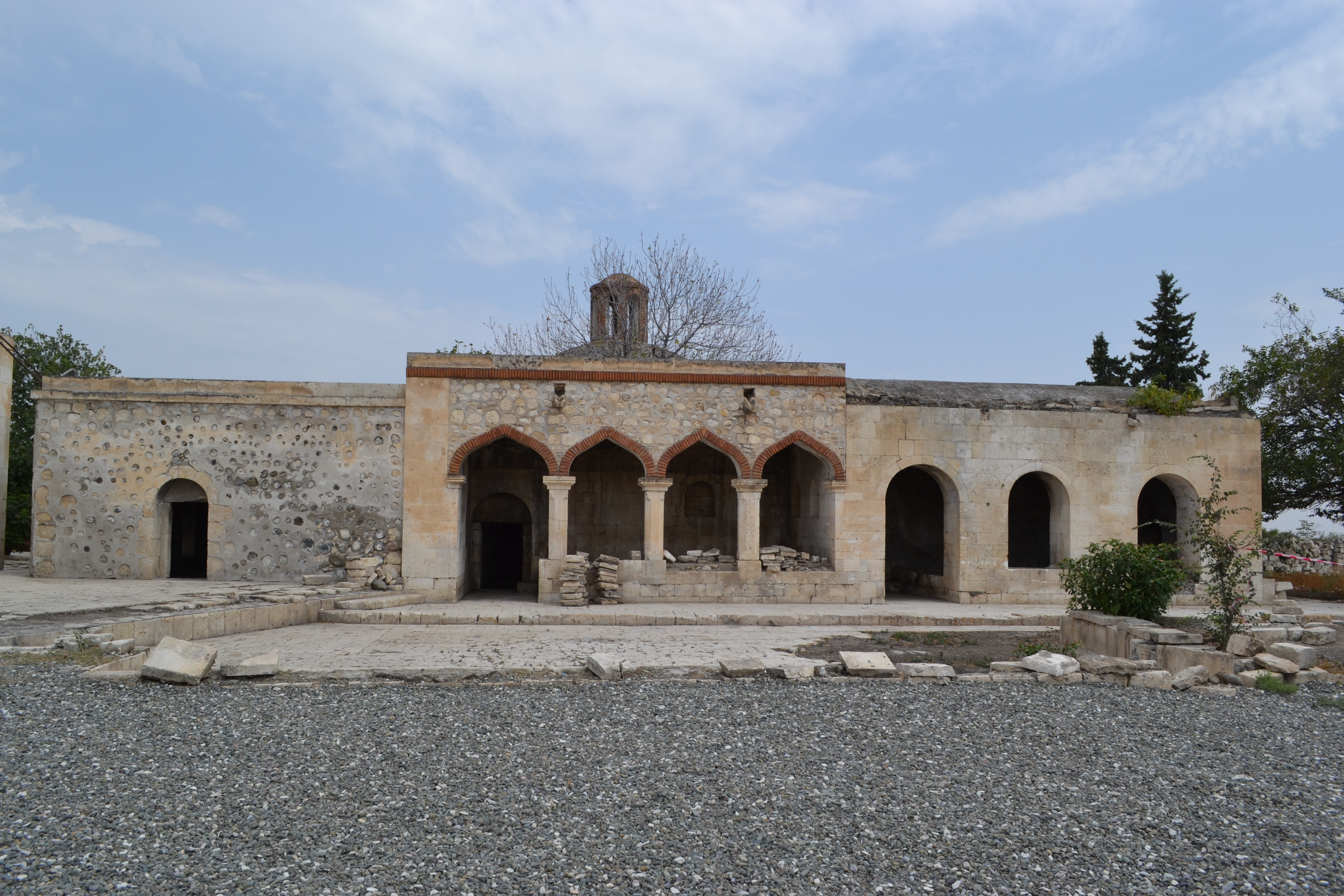
Palacio de Panah Ali Kan
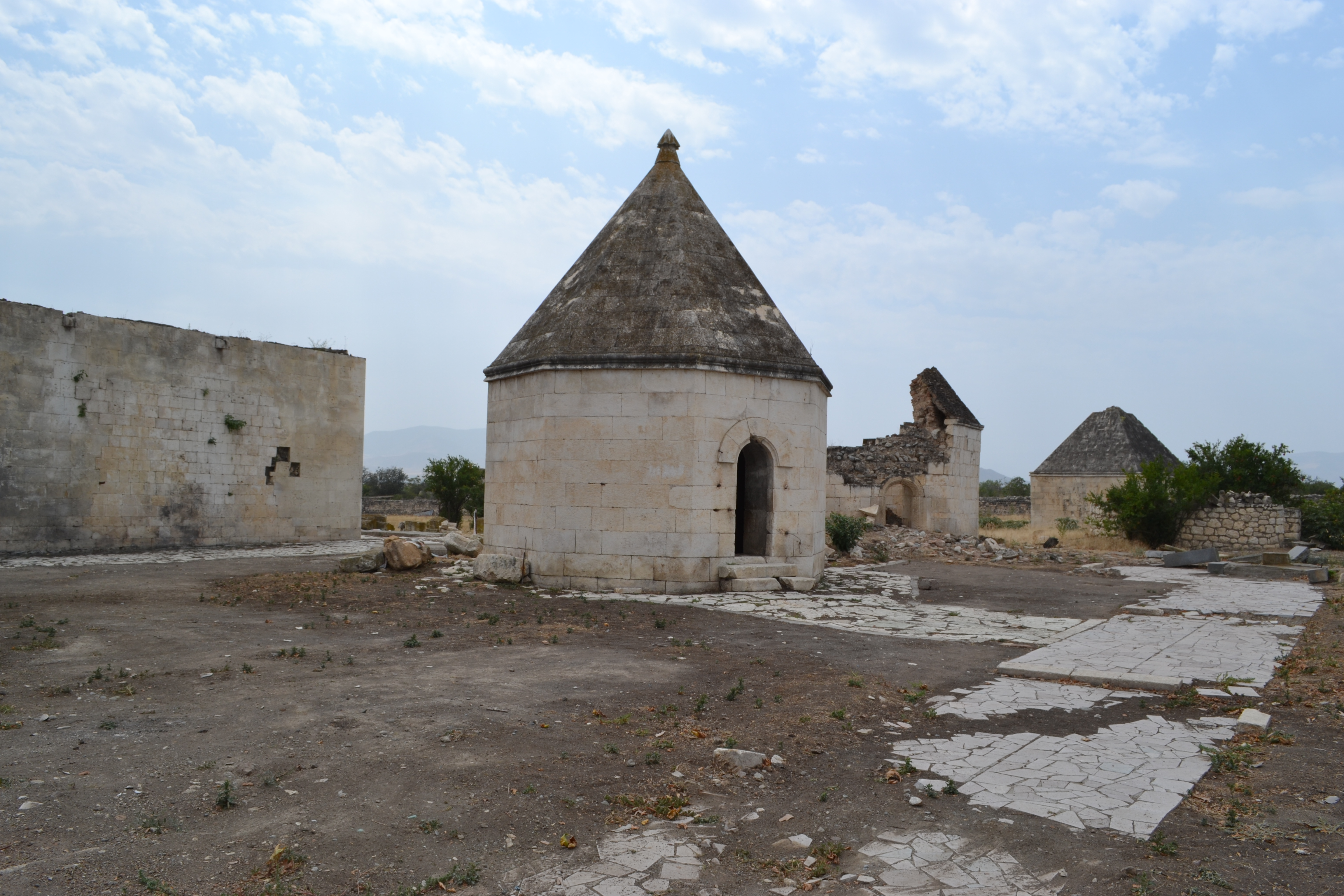
Cementerio de Imarat
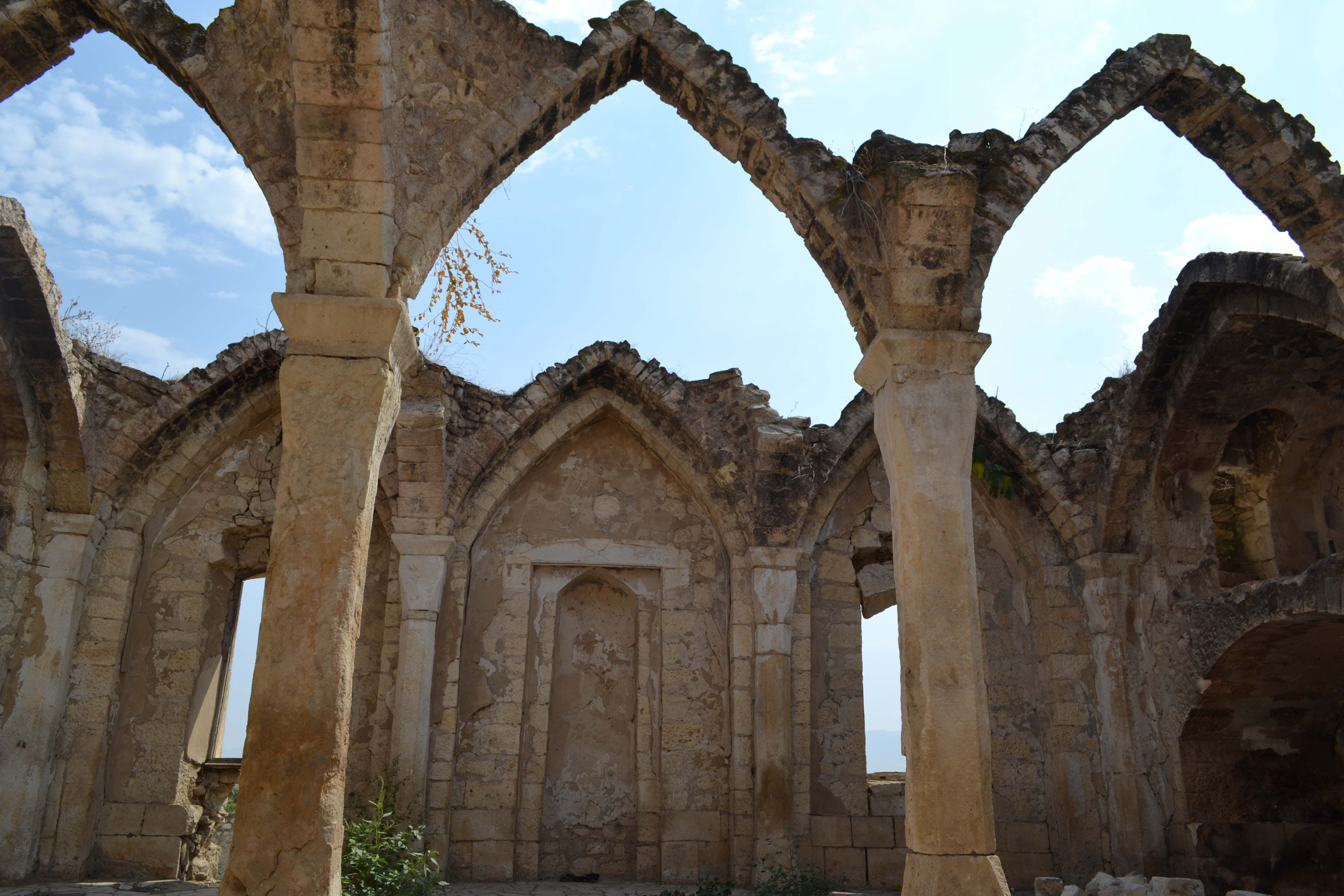
Interior de las ruinas de la mezquita de Giyasli
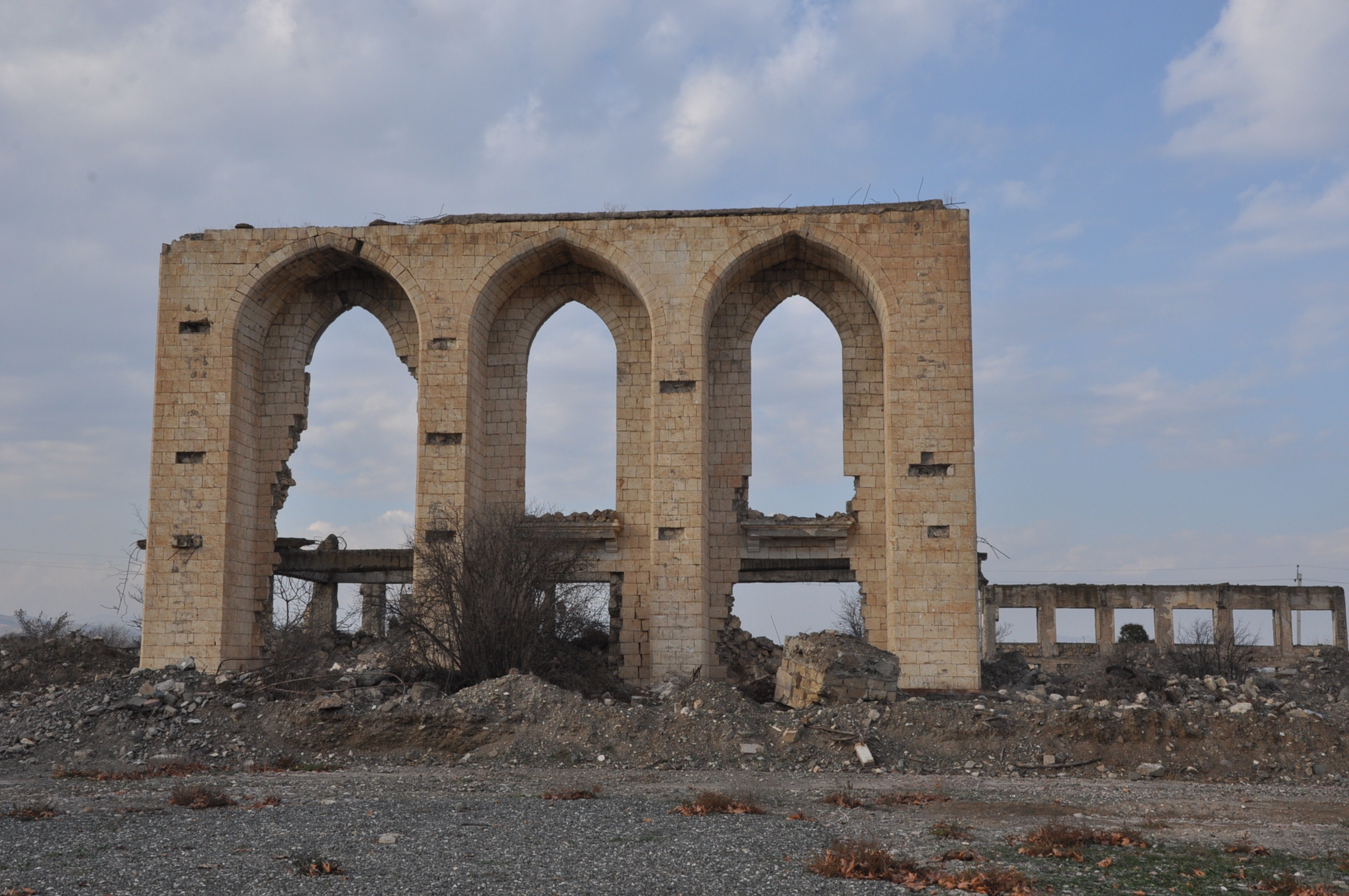
Ruinas del teatro dramático estatal de Agdam
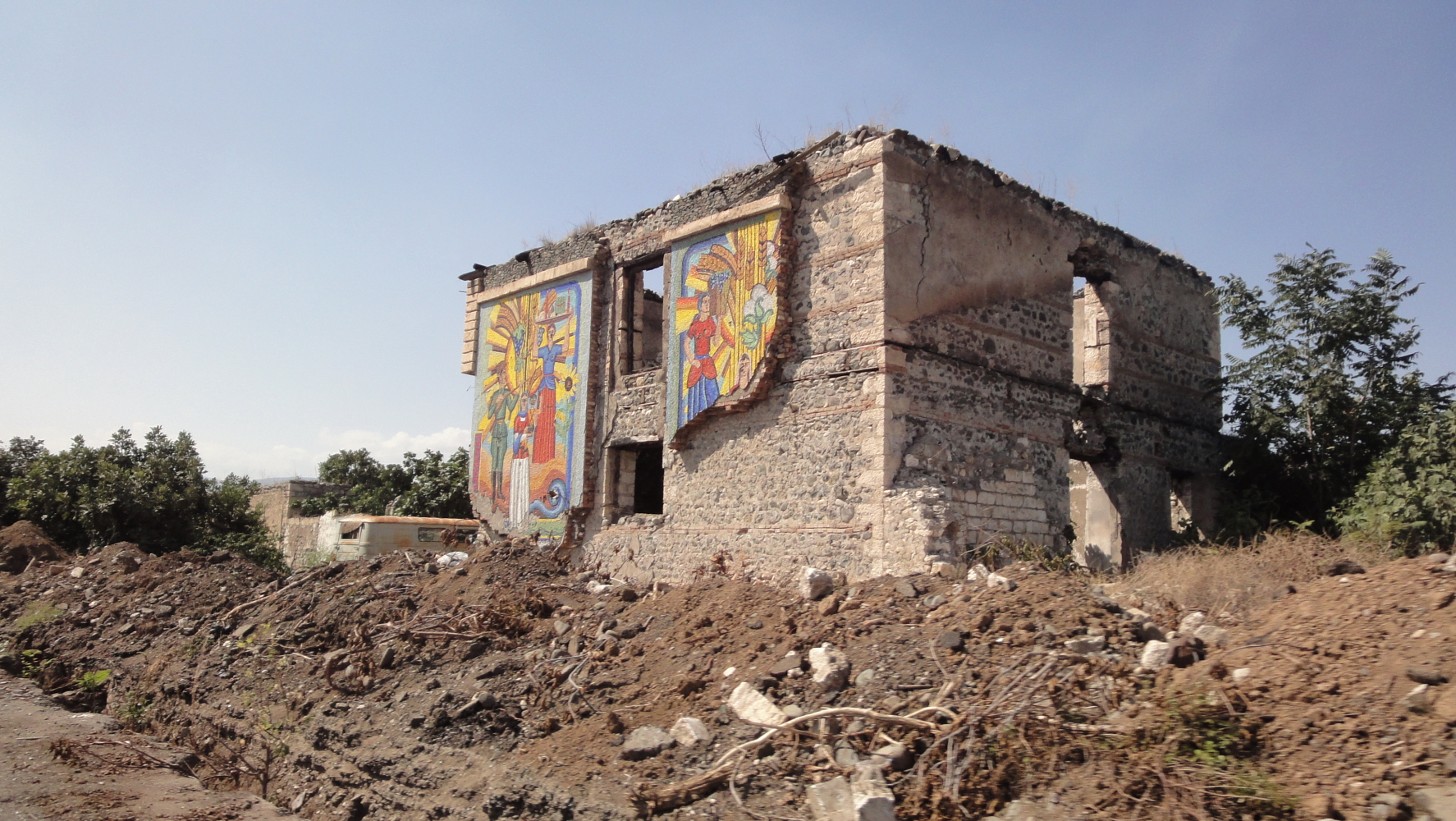
Museo del pan de Agdam
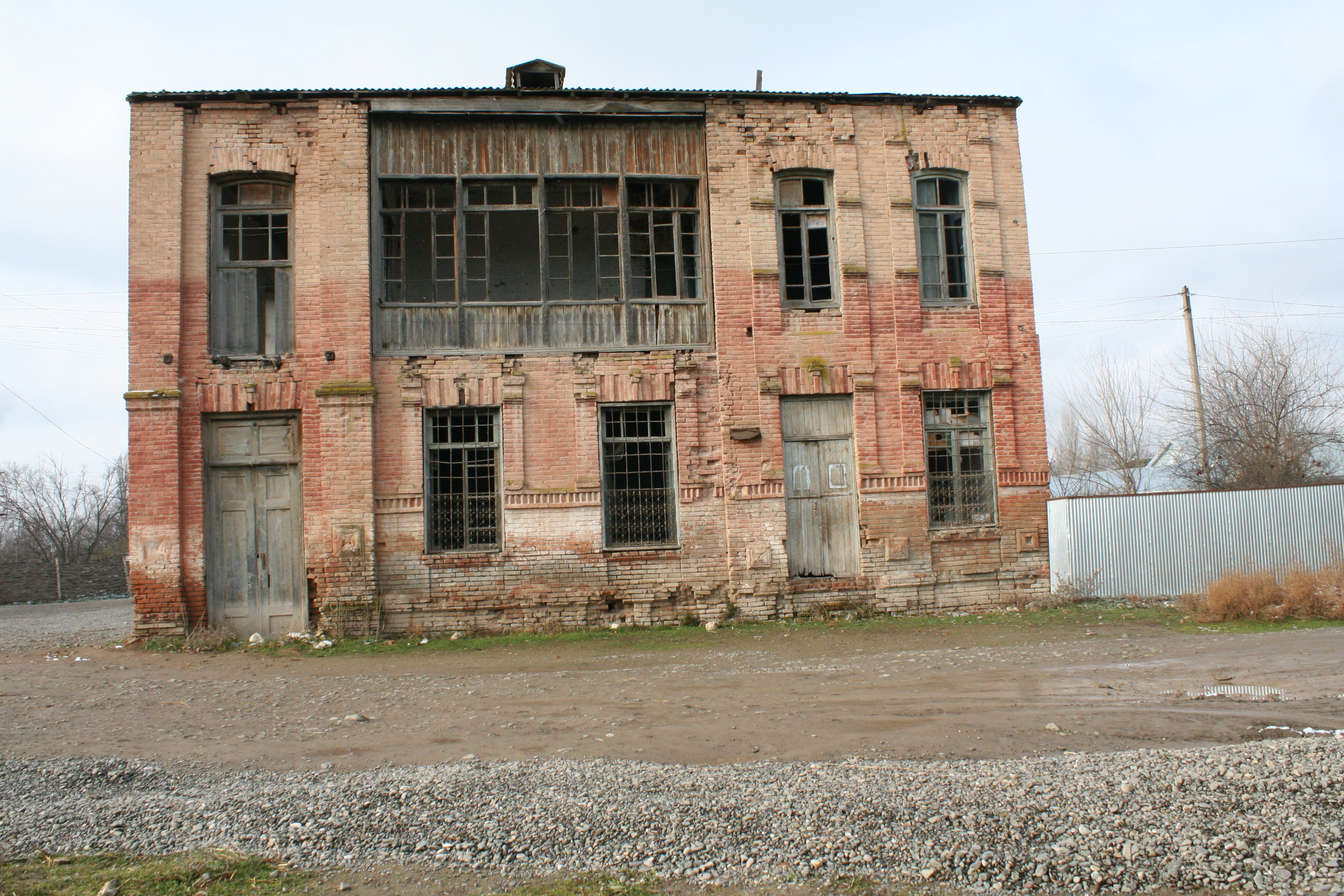
Casa de Firudin Bey Aslanbeyov

## Ciudades hermanadas
Agdam está hermanada con las siguientes ciudades:
- Tiszavasvári, Hungría[67][68]